# Kanton Corbeil-Essonnes-Ouest
Kanton Corbeil-Essonnes-Ouest is een voormalig kanton van het Franse departement Essonne. Het kanton maakte deel uit van het arrondissement Évry. Het werd opgeheven bij decreet van 24 februari 2014, met uitwerking op 22 maart 2015.

## Gemeenten
Het kanton Corbeil-Essonnes-Ouest omvatte de volgende gemeenten:
- Corbeil-Essonnes (deels, hoofdplaats)
- Villabé